# گورستان جیره پشته
گورستان جیره پشته مربوط به هزاره اول قبل از میلاد است و در شهرستان رضوانشهر، روستای روشنده واقع شده و این اثر در تاریخ ۱۹ مرداد ۱۳۸۴ با شمارهٔ ثبت ۱۲۸۳۶ به‌عنوان یکی از آثار ملی ایران به ثبت رسیده است.